# Izraelská fotbalová reprezentace
Fotbalová reprezentace Izraele reprezentuje Izrael na mezinárodních fotbalových akcích, jako je mistrovství světa nebo mistrovství Evropy.
Izrael byl v historii členem celkem tří konfederací: AFC, OFC a nyní je členem UEFA. Nejprve byl podle geografických kritérií přidělen do asijské zóny, ale kvůli politickým důvodům (zejména protože arabské země nechtěly proti Izraeli nastupovat), se přestěhoval do oceánské zóny. A nakonec se v 90. letech přestěhoval do evropské zóny.

## Mistrovství světa
Seznam zápasů izraelské fotbalové reprezentace na MS
| Rok    | Účast                                           | Soupisky |
| ------ | ----------------------------------------------- | -------- |
| 1930   | Ne                                              | –        |
| 1934   | Nepostoupili z kvalifikace                      | –        |
| 1938   | Nepostoupili z kvalifikace                      | –        |
| 1950   | Nepostoupili z kvalifikace                      | –        |
| 1954   | Nepostoupili z kvalifikace                      | –        |
| 1958   | Nepostoupili z kvalifikace                      | –        |
| 1962   | Nepostoupili z kvalifikace                      | –        |
| 1966   | Nepostoupili z kvalifikace                      | –        |
| 1970   | Základní skupina                                | Soupiska |
| 1974   | Nepostoupili z kvalifikace                      | –        |
| 1978   | Nepostoupili z kvalifikace                      | –        |
| 1982   | Nepostoupili z kvalifikace                      | –        |
| 1986   | Nepostoupili z kvalifikace                      | –        |
| 1990   | Nepostoupili z kvalifikace                      | –        |
| 1994   | Nepostoupili z kvalifikace                      | –        |
| 1998   | Nepostoupili z kvalifikace                      | –        |
| 2002   | Nepostoupili z kvalifikace                      | –        |
| 2006   | Nepostoupili z kvalifikace                      | –        |
| 2010   | Nepostoupili z kvalifikace                      | –        |
| 2014   | Nepostoupili z kvalifikace                      | –        |
| 2018   | Nepostoupili z kvalifikace                      | –        |
| 2022   | Nepostoupili z kvalifikace                      | –        |
| Celkem | Účast – 1× Zlato – 0×, Stříbro – 0×, Bronz – 0× |          |

## Mistrovství Asie
| Rok  | Účast            | Soupisky |
| ---- | ---------------- | -------- |
| 1956 | Stříbrná medaile |          |
| 1960 | Stříbrná medaile |          |
| 1964 | Zlatá medaile    |          |
| 1968 | Bronzová medaile |          |

## Mistrovství Evropy
| Rok     | Účast                                           | Soupisky |
| ------- | ----------------------------------------------- | -------- |
| 1996    | Nepostoupili z kvalifikace                      | –        |
| 2000    | Nepostoupili z kvalifikace                      | –        |
| 2004    | Nepostoupili z kvalifikace                      | –        |
| 2008    | Nepostoupili z kvalifikace                      | –        |
| 2012    | Nepostoupili z kvalifikace                      | –        |
| 2016    | Nepostoupili z kvalifikace                      | –        |
| ME 2020 | Nepostoupili z kvalifikace                      | –        |
| 2024    | Nepostoupili z baráže                           | –        |
| Celkem  | Účast – 0× Zlato – 0×, Stříbro – 0×, Bronz – 0× |          |